# Hypericum hubeiense
Hypericum hubeiense är en johannesörtsväxtart som beskrevs av L. H. Wu och D. P. Yang. Hypericum hubeiense ingår i släktet johannesörter, och familjen johannesörtsväxter. Inga underarter finns listade i Catalogue of Life.